# Шеридан, Лиза
Ли́за Ше́ридан (англ. Lisa Sheridan; 5 декабря 1974, Мейкон, Джорджия, США — 25 февраля 2019, Новый Орлеан, Луизиана, США) — американская актриса

.

## Биография и карьера
Лиза Шеридан родилась 5 декабря 1974 года в Мейконе (штат Джорджия, США). Она провела своё детство, бегая по лесу, пока не сыграла в своей первой пьесе в возрасте 11-ти лет. Она училась в Школе драмы Карнеги-Меллона в Питтсбурге, штат Пенсильвания, которую она окончила с отличием и выиграла мемориальную стипендию им. Томаса Оклера для наиболее перспективных студентов-актёров. Она продолжила обучение в Москве и служила в экспериментальном театре в Лондоне, а затем переехала в Лос-Анджелес.
Она появилась в сериалах «Нашествие», «FreakyLinks», «Наследие», «Лас-Вегас», «C.S.I.: Место преступления», «Диагноз: убийство», «Путешественник» и «Менталист».
Шеридан скоропостижно скончалась утром 25 февраля 2019 года у себя дома в Новом Орлеане (штат Луизиана, США) в возрасте 44 лет. Более чем через два месяца были раскрыты подробности её смерти. Шеридан умерла от осложнений хронического алкоголизма, и причина смерти была естественной. Согласно отчёту о вскрытии, у Шеридан была история злоупотребления бензодиазепином, который она использовала при тревоге и бессоннице. По данным вскрытия, у неё также была травма головного мозга, которую она получила в результате падения. Кроме того, отчёт показал, что Шеридан была найдена мёртвой с гиперинфлированными лёгкими, а также с кистой на правом яичнике.
Замужем не была, детей не имела; с 2001 по 2003 год была помолвлена с актёром Роном Ливингстоном.

## Избранная фильмография
| Год       |   | Русское название                    | Оригинальное название          | Роль                 |
| --------- | - | ----------------------------------- | ------------------------------ | -------------------- |
| 1997      | с | Шаг за шагом                        | Step by Step                   | Бонни                |
| 1998      | с | Теперь в любой день                 | Any Day Now                    | Донна Бишоп          |
| 1999      | с | Диагноз: убийство                   | Diagnosis: Murder              | Лиза                 |
| 2000      | ф | Ритм                                | Beat                           | Сейди                |
| 2003      | ф | Каролина                            | Carolina                       | Дебби                |
| 2003      | с | Практика                            | The Practice                   | Карен Эванстон       |
| 2004      | с | Лас-Вегас                           | Las Vegas                      | Кристина Фуэнтес     |
| 2004      | с | C.S.I.: Место преступления          | CSI: Crime Scene Investigation | Кристал Кумбс        |
| 2004      | с | Детектив Монк                       | Monk                           | Лиззи Талво          |
| 2005      | с | Без следа                           | Without a Trace                | Бет Хобсон           |
| 2005      | с | Сильное лекарство                   | Strong Medicine                | Макс                 |
| 2005—2006 | с | Нашествие                           | Invasion                       | Ларкин Гроувс        |
| 2007      | с | 4400                                | The 4400                       | Шэннон               |
| 2007      | с | Лунный свет                         | Moonlight                      | Джулия Стивенс       |
| 2007      | с | Путешественник                      | Journeyman                     | Доктор Тереза Санчес |
| 2007—2008 | с | C.S.I.: Место преступления Майами   | CSI: Miami                     | Кэтлин Ньюберри      |
| 2008      | с | Акула                               | Shark                          | Марси Даннер         |
| 2008      | с | Спасите Грейс                       | Saving Grace                   | Мишель               |
| 2009      | с | Менталист                           | The Mentalist                  | Доктор Брук Харпер   |
| 2009      | с | Морская полиция: Спецотдел          | NCIS                           | Криста Долтон        |
| 2011      | с | C.S.I.: Место преступления Нью-Йорк | CSI: NY                        | Натали Долтон        |
| 2011      | с | Частная практика                    | Private Practice               | Анджела Уиндзор      |
| 2013      | с | Скандал                             | Scandal                        | Мэрион Колдуэлл      |
| 2013      | с | Восприятие                          | Perception                     | Ребекка Эбботт       |
| 2014      | с | Остановись и гори                   | Halt and Catch Fire            | Ребекка Тейлор       |
| 2016      | с | Фостеры                             | The Fosters                    | Николь               |
| 2016      | с | Убийство первой степени             | Murder in the First            | Лора Кларк           |